# Współpłaszczyznowość
Współpłaszczyznowość (komplanarność) – właściwość obiektów w geometrii mówiąca o tym, że obiekty leżą na jednej płaszczyźnie. W szczególności 4 punkty są współpłaszczyznowe gdy można znaleźć taką płaszczyznę, na której leżą wszystkie cztery punkty.

## Punkty
Bardziej formalny zapis współpłaszczyznowości punktów: Punkty a, b, c, d są współpłaszczyznowe ⇔ istnieje płaszczyzna P, że a, b, c, d ∈ P. Punkty, dla których nie zachodzi ta prawidłowość są niewspółpłaszczyznowe.
Jednym z aksjomatów incydencji według m.in. geometrii euklidesowej jest to, że każde trzy punkty są współpłaszczyznowe.

## Wektory
Na podobnych zasadach definiujemy współpłaszczyznowość wektorów. Wektory {\displaystyle {\vec {a}},{\vec {b}},{\vec {c}}} są współpłaszczyznowe ⇔zachodzi {\displaystyle (\mathbf {\vec {a}} \times \mathbf {\vec {b}} )\cdot {\vec {c}}=0}. Co można również zapisać tak:
{\displaystyle (\mathbf {\vec {a}} \times \mathbf {\vec {b}} )\cdot {\vec {c}}=det{\begin{bmatrix}x_{a}&y_{a}&z_{a}\\x_{b}&y_{b}&z_{b}\\x_{c}&y_{c}&z_{c}\\\end{bmatrix}}=0}